# Kiyotake Kawaguchi
Kiyotake Kawaguchi (川口 清健, Kawaguchi Kiyotake) est un général ayant servi dans l'Armée Impériale Japonaise pendant la Seconde Guerre mondiale.